# Evangeliario di Horne
L'Evangeliario di Horne è un evangeliario scritto in latino realizzato fra il 1200-1225, proveniente dalla chiesa di Horne, presso Fionia, da cui il nome del manoscritto. Si conserva al Nationalmuseet di Copenaghen, con la segnatura ms. 380.

## Contenuto e decorazione
Il piatto superiore della legatura presenta il gruppo della Crocifissione realizzato in avorio di tricheco, riconducibile alla prima metà del XIII secolo, mentre il resto della decorazione, composta da smalti traslucidi e pietre semi-preziose, sono aggiunte successive, probabilmente dell'inizio del XIV secolo.
L'evangeliario è composto di 203 fogli di pergamena e contiene i quattro Vangeli, preceduti dalle tavole dei Canoni, ossia le tabelle di concordanza delle scritture dei vangeli.
Il manoscritto presenta una ricca decorazione miniata. Presenta infatti sette miniature a piena pagina: una scena di dedica con due figure laiche, un uomo e una donna inginocchiati di fronte a un santo vescovo, forse san Nicola; la Crocifissione; Cristo in trono; i ritratti dei quattro evangelisti, posti in apertura del relativo Vangelo. Vi sono poi cinque pagine iniziali e 14 tavole dei Canoni decorate, con figure degli evangelisti antropozoomorfi all'interno dei timpani delle arcate.
Vi sono poi numerose iniziali ornate a racemi vegetali, di lontano sapore Channel Style, caratterizzate da colori accesi e vivaci. La gamma cromatica è dominata dai colori rosso, blu, verde e giallo, anche se non mancano colori più tenui, pastello, come il viola.

## Storia
L'evangeliario fu donato alla chiesa di Horne presso Fionia nel 1656 da Jørgen Brahe (1585-1661) e Anne Gyldenstierne (1596-1677) di Hvedholm.
Gli stemmi apposti nel manoscritto permettono di conoscere chi fossero i donatori e gli ex proprietari del volume. Il primo proprietario di cui si conserva lo stemma è Oluf Rosensparre (1559-1624) di Skarhult, i cui genitori, Steen Jensen Rosensparre (1523-1565) e Mette Rosenkrantz (1533-1588), possedevano l'ex convento di benedettine Bosjökloster in Scania. Per la presenza all'interno del manoscritto di preghiere in onore di sant'Olav, re norvegese venerato in Scandinavia, e la probabile raffigurazione, come detto prima, di san Nicola, protettore di quel monastero, si è ipotizzato che il manoscritto possa provenire da Bosjökloster. Il manoscritto fu conservato nella chiesa di Horne fino al 1810, quando il conte Preben Bille-Brahe di Hvedholm lo donò alla "Den kongelige Commission til Oldsagers Opbevaring", il precursore del Nationalmuseet.

## Galleria d'immagini

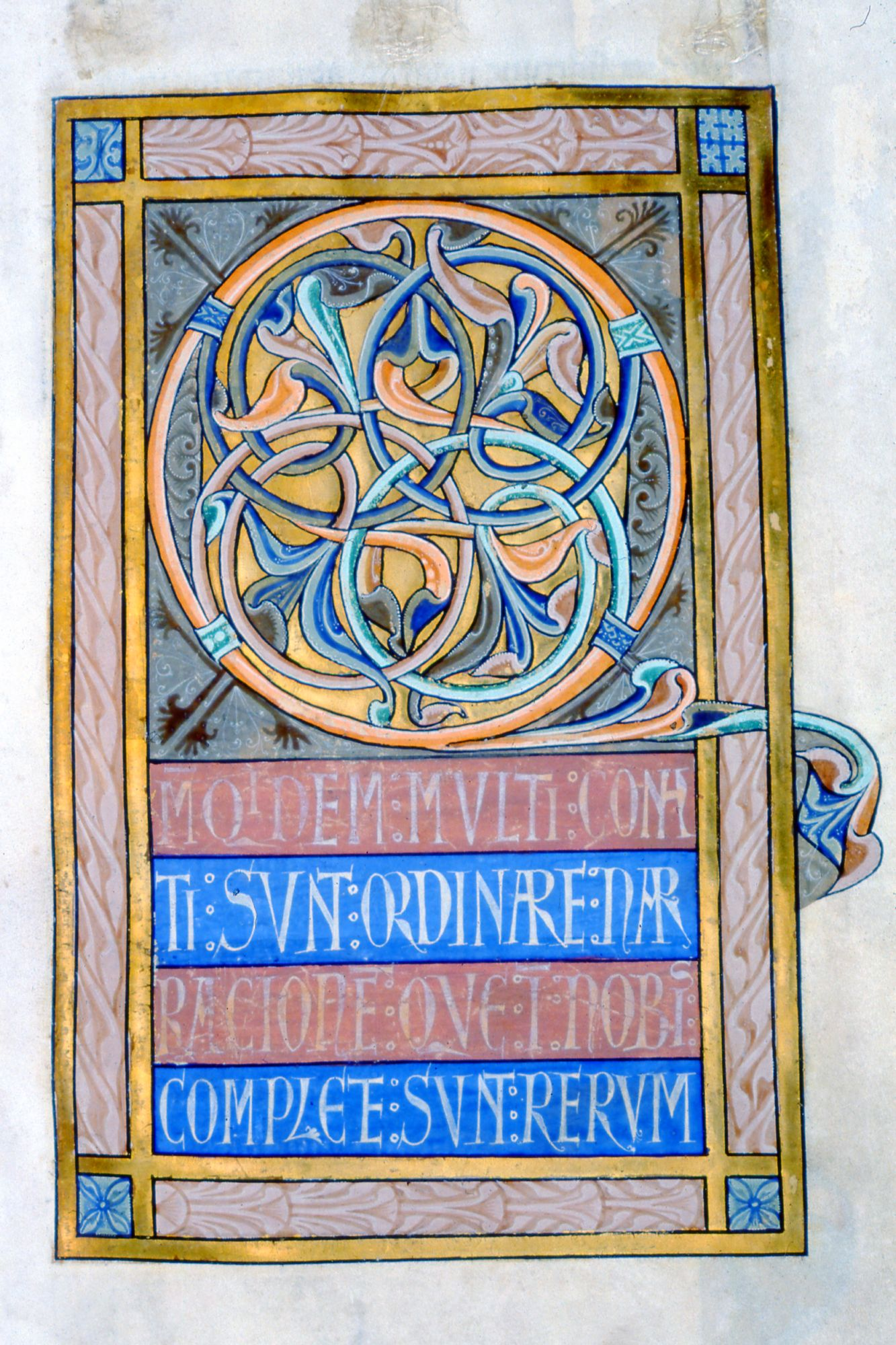
Pagina iniziale del Vangelo di Luca
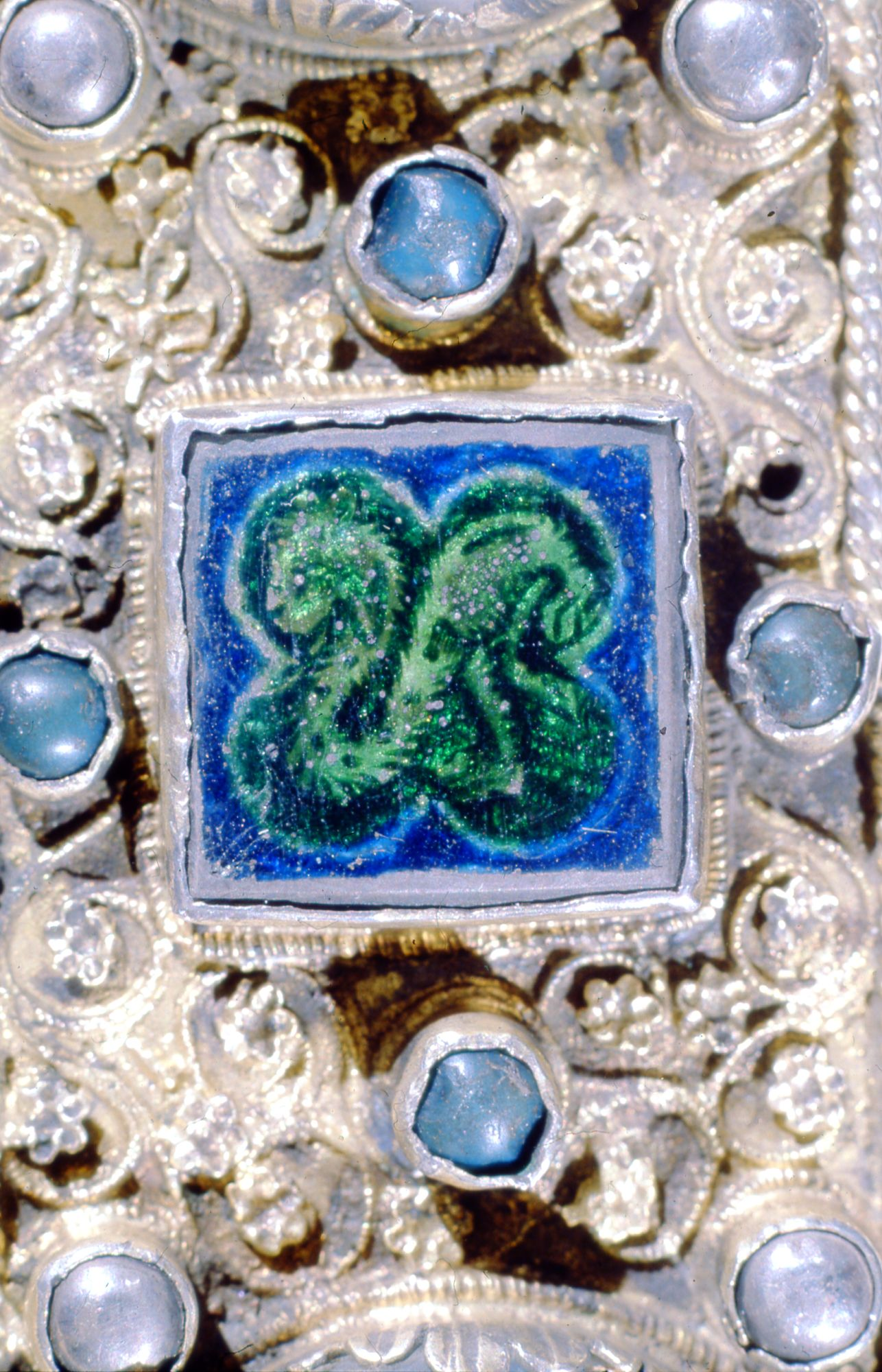
Smalto traslucido con drago, dettaglio del piatto superiore della legatura
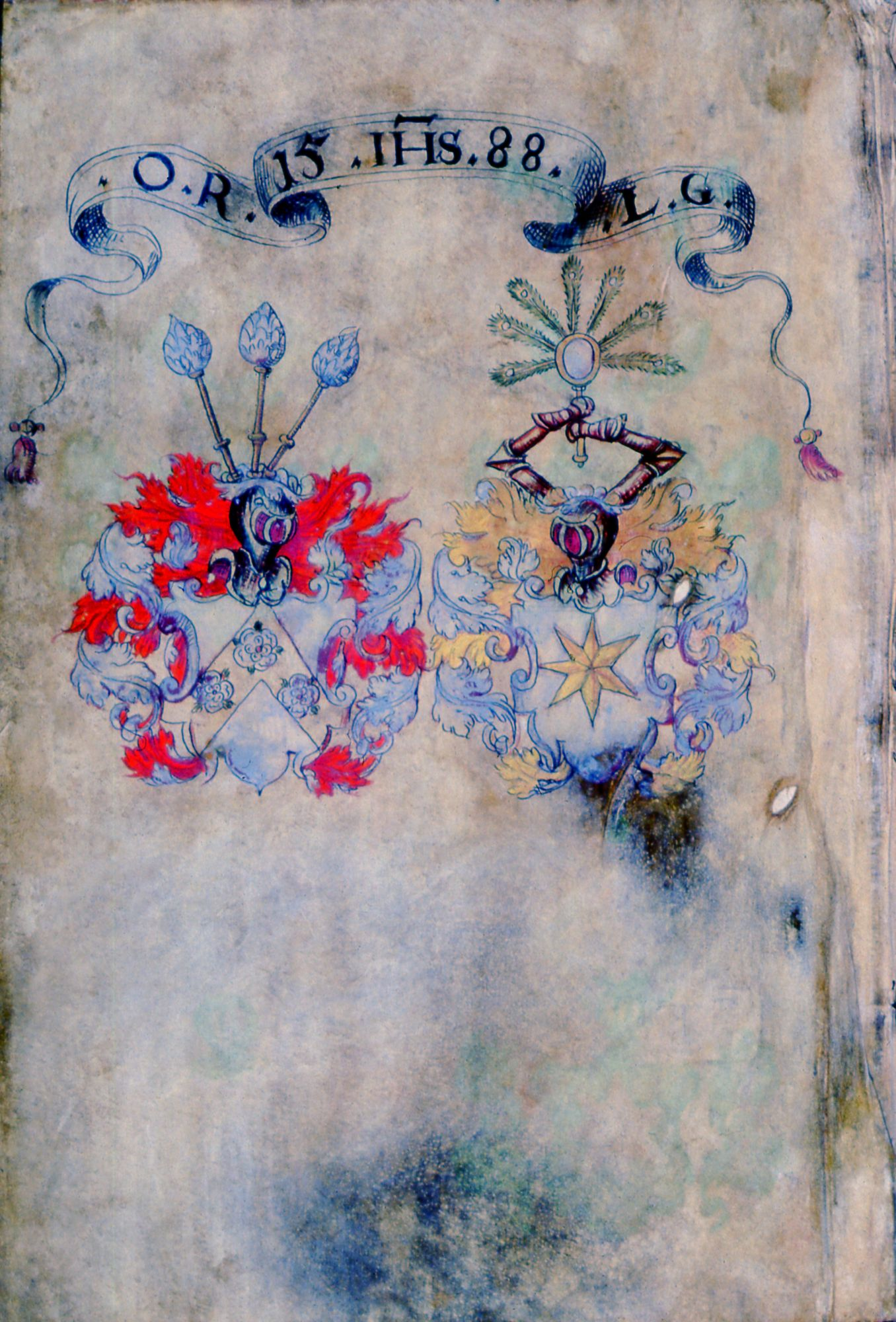
Stemmi di due possessori: Oluf Steensen Rosensparre (1559-1624) a destra, e la moglie Elisabeth (Lisbeth) Gyldenstjerne (1533-1588) a sinistra
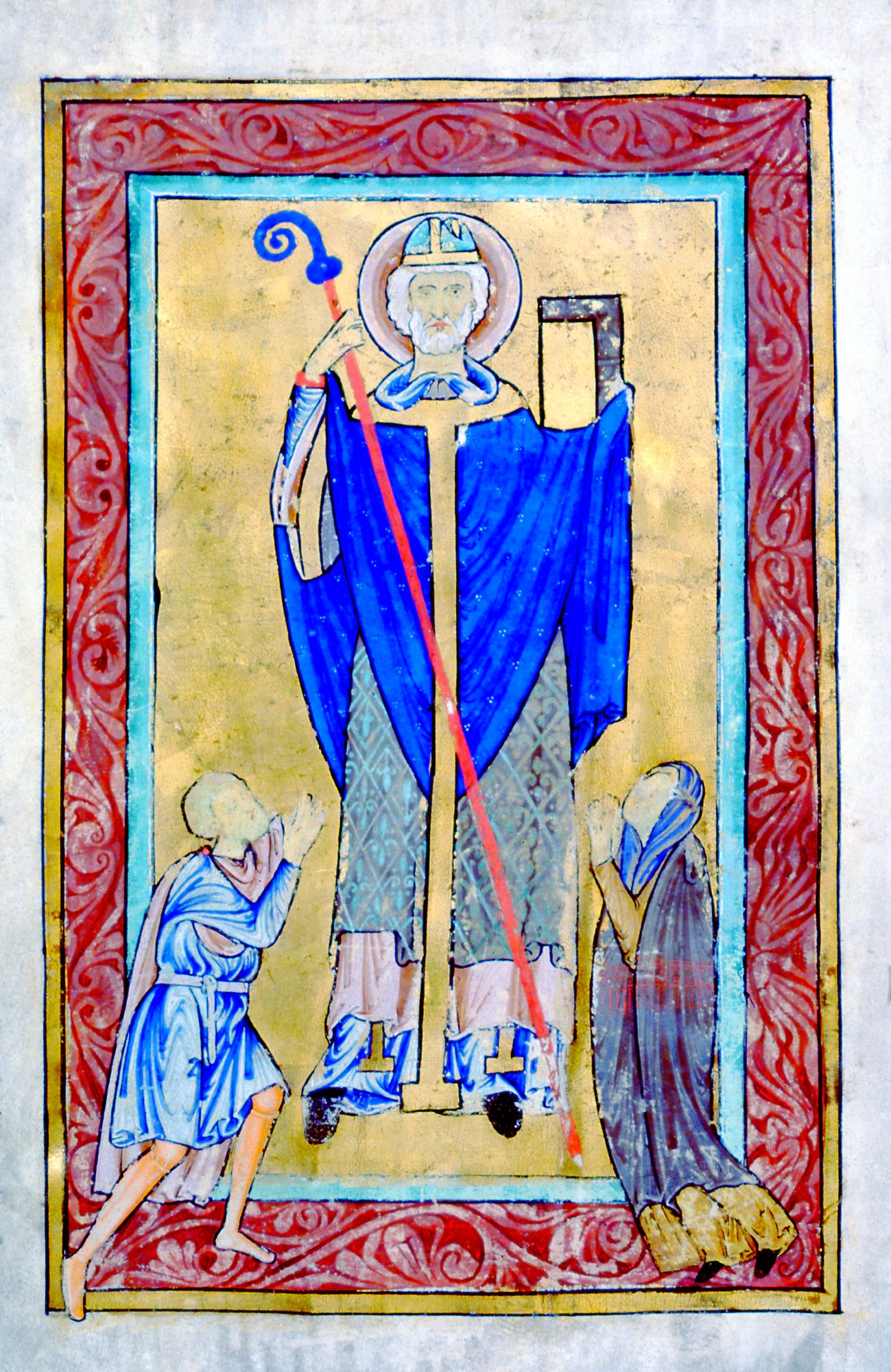
Due donatori laici in preghiera di fronte a un santo vescovo, probabilmente san Nicola